# Crasnoe
Crasnoe (in russo Красное)  è una città della Moldavia controllato dalla autoproclamata repubblica di Transnistria nel distretto di Slobozia con una popolazione  di 5.000 abitanti (dato 2010)
Dista 15 km dal capoluogo e 40 km da Tiraspol
La città è stata fondata nel 1957